# Vườn quốc gia Willi Willi
Vườn quốc gia Willi Willi là một vườn quốc gia ở bang New South Wales (Úc), cách 325 km về phía đông bắc thành phố Sydney. Vườn quốc gia này có diện tích rộng 292,31 km², nằm giữa các thung lũng của sông Macleay và sông Hastings, trong vườn có 2 ngọn núi Kemps Pinnacle và Banda Banda, cả hai đều cao 1.100 mét trên mực nước biển. Từ Port Macquarie gần đó có thể nhận thấy rõ vườn này như một dốc đứng cao về phía tây bắc.
Vườn quốc gia Wili Wili được thành lập ngày 4 tháng 4 năm 1996 và nằm trong số các vườn quốc gia thuộc khu vực Các rừng mưa Gondwana của Úc, một di sản thế giới của UNESCO.

## Dữ liệu
- Diện tích: 292,31 km²
- Tọa độ: 31°10′43″N 152°29′27″Đ / 31,17861°N 152,49083°Đ
- Ngày thành lập: 4 tháng 4 năm 1996
- Cơ quan quản lý: Cục Vườn quốc gia và Sinh vật hoang dã New South Wales
- IUCN loại: Ib